# Desa Sempol (administrativ by i Indonesien, Jawa Timur, lat -8,05, long 114,12)
Desa Sempol är en administrativ by i Indonesien.   Den ligger i provinsen Jawa Timur, i den sydvästra delen av landet, 800 km öster om huvudstaden Jakarta.